# Sophie Boilley
Sophie Boilley, née le 18 décembre 1989 à Valence, est une biathlète française.

## Carrière
Après avoir effectué une carrière prometteuse en junior (notamment un titre sur 6 km sprint au Festival olympique de la jeunesse européenne à Jaca en 2007, un autre de championne du monde junior de la poursuite en 2010 et trois podiums supplémentaires lors des éditions 2008, chez les jeunes, ainsi que 2009 et 2010 en junior), elle intègre l'équipe de France sénior de biathlon et obtient ses premiers résultats lors de la saison 2010-2011.
Aux Championnats du monde 2011 en Russie, elle remporte la médaille d'argent du relais féminin en compagnie de Marie Dorin, Marie-Laure Brunet et Anaïs Bescond après le déclassement de l'Ukraine. Les épreuves individuelles lui servent surtout d'apprentissage pour l'avenir.
Lors de la saison 2011-2012, elle doit se contenter d'une treizième place comme meilleur résultat individuel, sur le sprint d'Östersund. Avec le relais féminin en revanche, elle termine trois fois sur le podium, lors des trois courses disputées, dont une victoire à Antholz. Elle remporte également le relais mixte de Kontiolahti. Puis aux Championnats du monde 2012 à Ruhpolding, elle remporte la médaille d'argent du relais féminin, en compagnie de Marie-Laure Brunet, Marie Dorin et Anaïs Bescond, ce qui constitue sa deuxième médaille mondiale après l'argent des mondiaux précédents à Khanty-Mansiïsk.
C'est lors de la saison 2012-2013, que Boilley parvient enfin à intégrer le top dix d'une épreuve de Coupe du monde en se classant septième de la poursuite d'Antholz-Anterselva. Elle atteint aussi son meilleur classement général final avec une 34e place.
En ouverture de l'hiver 2014-2015, elle se classe neuvième de l'individuel, son troisième meilleur résultat dans l'élite.
Lors des Championnats de France de la Féclaz en mars 2015, elle annonce la fin de sa carrière.

## Palmarès

### Championnats du monde
| Épreuve / Édition    | Khanty-Mansiïsk 2011 | Ruhpolding 2012 | Nove Mesto Na Morave 2013 |
| Sprint (7,5 km)      | 34e                  | 40e             | 16e                       |
| Poursuite (10 km)    | 39e                  | 45e             | 28e                       |
| Mass start (12,5 km) | —                    | —               | —                         |
| Individuel (15 km)   | 50e                  | 27e             | 45e                       |
| Relais féminin       | 2e                   | 2e              | 6e                        |
| Relais mixte         | —                    | —               | —                         |

Légende : — : pas de participation à l'épreuve.

### Coupe du monde
- Meilleur classement général : 34e en 2013.
- Meilleure performance individuelle : 7e.
- En comptant les podiums obtenus aux Championnats du monde :
  - 11 podiums en relais : 2 victoires, 5 deuxièmes places et 4 troisièmes places.

#### Classements détaillés
| Saison    | Classement général final | Individuel | Sprint | Poursuite | Mass start |
| 2010-2011 | 40e                      |            | 36e    | 37e       |            |
| 2011-2012 | 35e                      | 46e        | 39e    | 28e       | 40e        |
| 2012-2013 | 34e                      | 33e        | 35e    | 31e       | 30e        |
| 2013-2014 | 57e                      | 34e        | 58e    | 63e       |            |
| 2014-2015 | 56e                      | 31e        | 57e    | 58e       | 43e        |

### Championnats d'Europe junior
- médaille d'or du relais mixte en 2010.

### Championnats du monde jeunesse et junior
| Épreuve / Édition | Ruhpolding 2008 | Canmore 2009 | Torsby 2010 |
| Sprint            | 5e              | Bronze       | Argent      |
| Poursuite         | Argent          | 7e           | Or          |
| Individuel        | 6e              | 24e          | 8e          |
| Relais            | 4e              | 4e           | 4e          |

### IBU Cup
- 1 victoire individuelle.